# St. Christophorus (Sankt Christoph)

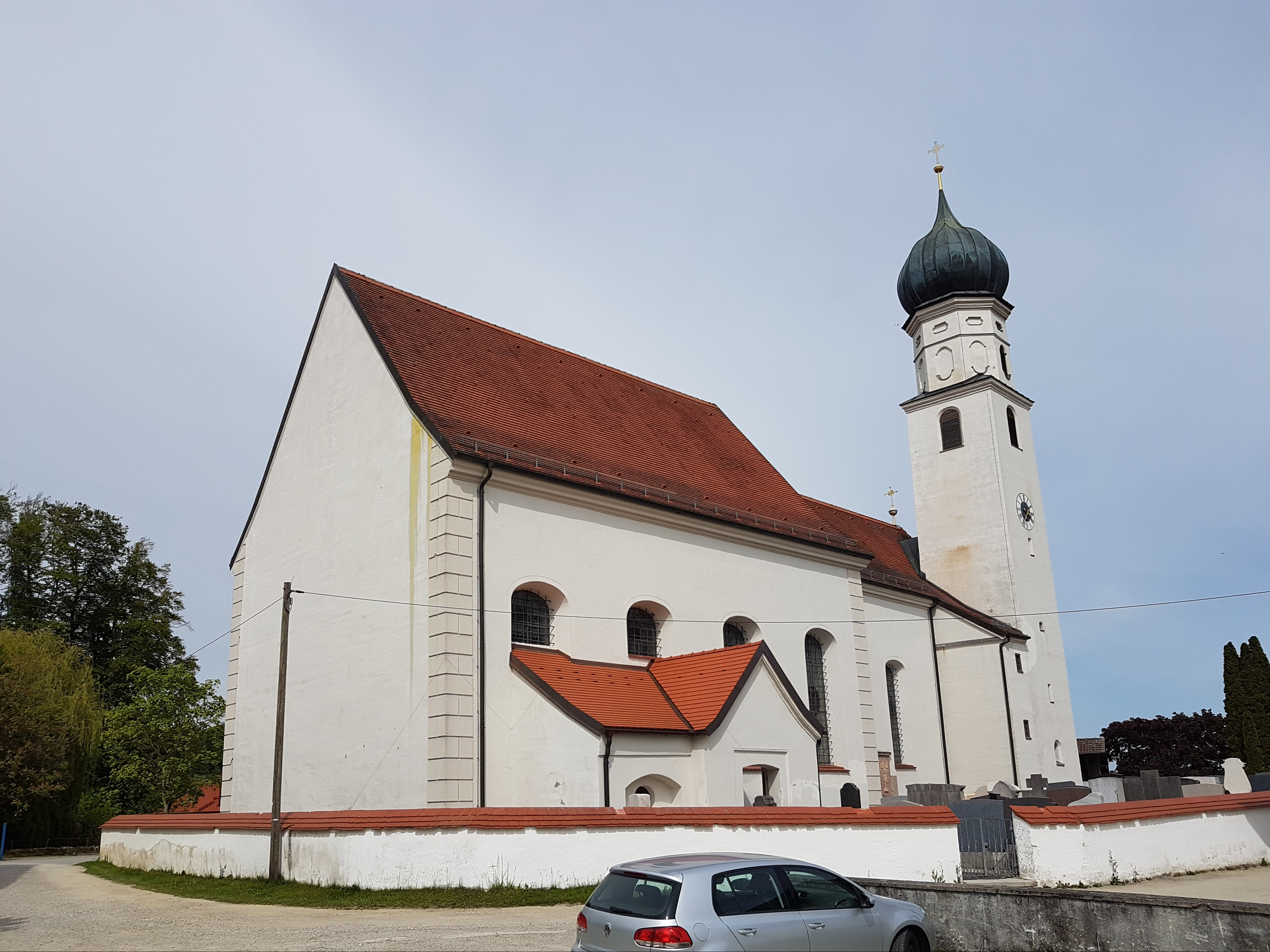
St. Christophorus in Sankt Christoph

Die römisch-katholische Kirche St. Christophorus bzw. St. Christopherus steht in Sankt Christoph, einem Gemeindeteil von Steinhöring im oberbayerischen Landkreis Ebersberg. Sie ist in der Liste der Baudenkmäler in Steinhöring als Baudenkmal unter der Nr. D-1-75-137-37 eingetragen. Die Kirche ist eine Kuratiekirche im Pfarrverband Steinhöring des Dekanats Ebersberg (Erzbistum München und Freising), wird auch fälschlich als Pfarrkirche bezeichnet.

## Beschreibung

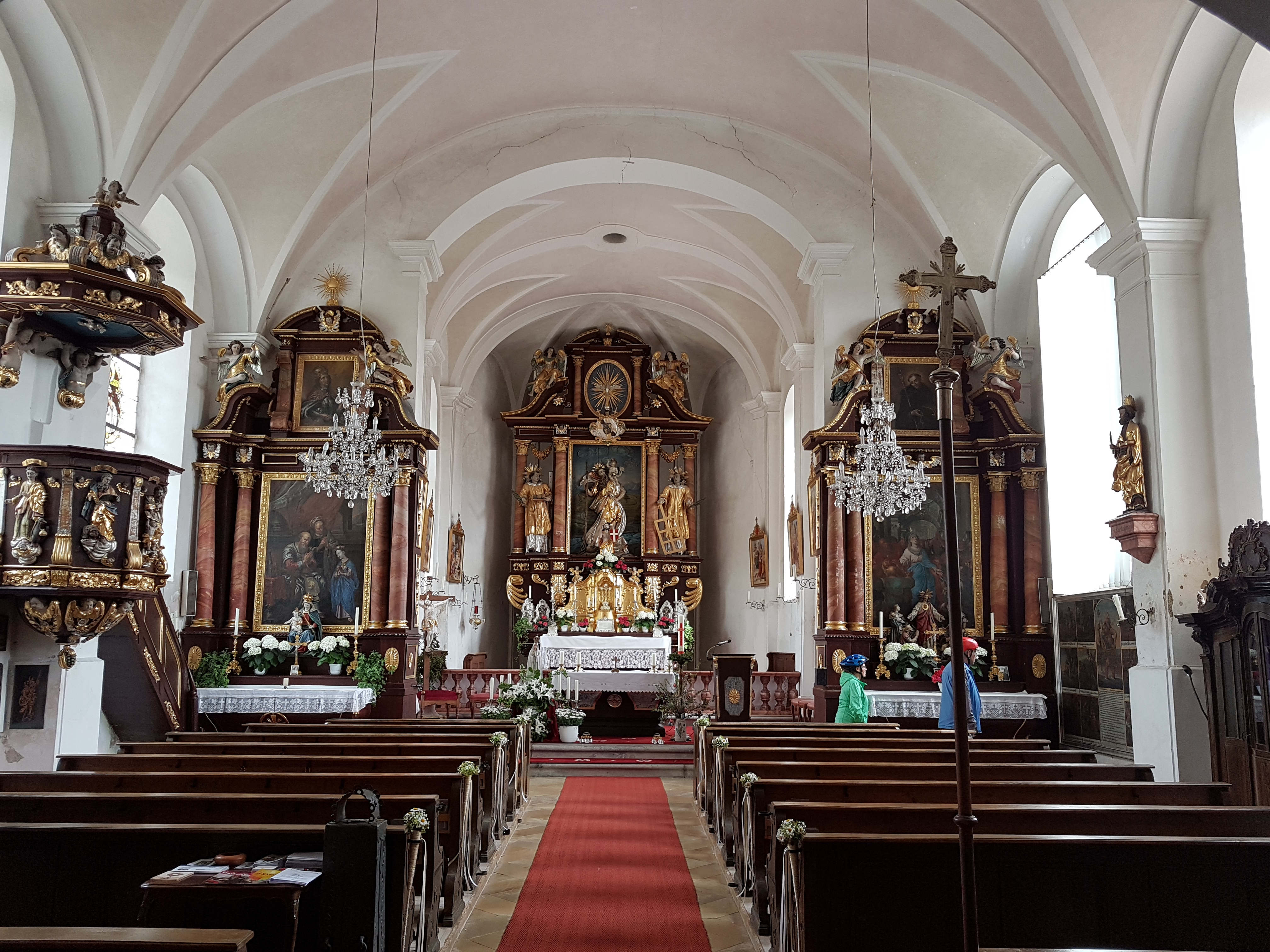
Innenansicht

Die barocke Saalkirche wurde 1678 erbaut. Sie besteht aus dem Langhaus, dem eingezogenen, dreiseitig geschlossenen Chor im Osten und dem Chorflankenturm auf quadratischem Grundriss an der Südwand des Chors. Das achteckige Obergeschoss des Turms ist mit einer Zwiebelhaube bedeckt. Im Glockenstuhl hängen vier Glocken. Die Sakristei, in deren Obergeschoss ein Oratorium untergebracht ist, steht an der Südwestecke von Chor und Chorflankenturm. Portale befinden sich an der Südwand, dort mit angebautem Vorzeichen, und an der Nordwand des Langhauses.
Der Innenraum ist mit einem Tonnengewölbe überspannt. An der Westseite befindet sich eine raumbreite Empore, darauf eine schmalere zweite Empore mit der Orgel. Die Kanzel und die Altäre stammen aus der Bauzeit. Der Hochaltar wird von den Skulpturen des Stephanus und des Laurentius von Rom flankiert; vor dem Altarretabel wurde 1907 die Statue des Kirchenpatrons Christophorus, geschaffen von Nikolaus Schratt, aufgestellt. Die Gemälde in den Retabeln der Seitenaltäre sind seit 1688 bezeugt. Sie stammen von Franz Josef Geiger und zeigen rechts das Pfingstereignis und links Maria mit ihren Eltern Joachim und Anna.
Auch die Schnitzfiguren vom Hochaltar einer früheren Kirche sind erhalten. Sie stellen die Heiligen Christophorus, Bartholomäus und Jakobus dar, sind um 1520 entstanden und stehen heute im Langhaus der Kirche. An der südlichen Langhauswand hängt eine Tafel mit seltenen Szenen aus der Christophoruslegende, die seit 1677 bezeugt ist.

## Orgel

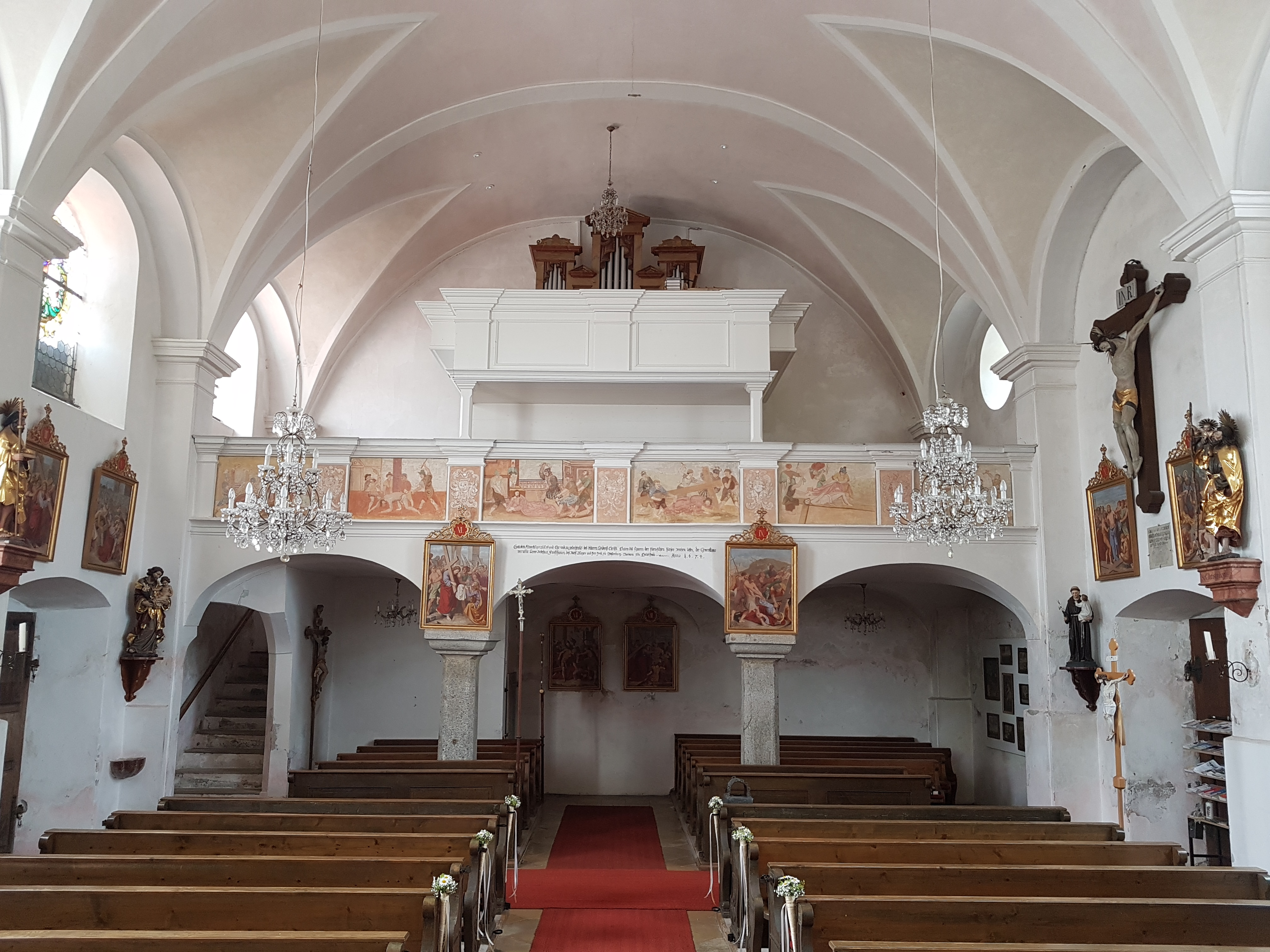
Innenraum mit Orgel

Die Orgel mit 13 Registern auf zwei Manualen und Pedal wurde von Georg Glatzl mit pneumatischen Kegelladen um 1940 in das Gehäuse der Vorgängerorgel eingebaut. Vorher befand sich in der Kirche ein 1841 von Josef Wagner gebautes Instrument, dessen nachklassizistisches Gehäuse erhalten blieb, danach ab 1913 eine Orgel von Albert Schönle (Nachfolge Maerz) aus München. Die Disposition der heutigen Orgel lautet:
| I Manual C–g3 |    |
| Principal     | 8′ |
| Gedeckt       | 8′ |
| Dolce         | 8′ |
| Octav         | 4′ |
| Mixtur III–IV | 2′ |

| II Manual C–g3 |    |
| Rohrflöte      | 8′ |
| Salicional     | 8′ |
| Gamba          | 8′ |
| Principal      | 4′ |
| Oboe           | 8′ |

| Pedal C–f1 |     |
| Subbaß     | 16′ |
| Zartbaß    | 16′ |
| Flötenbaß  | 8′  |

- Koppeln: II/I, I/P, II/P

Suboktavkoppel: II/I
Superoktavkoppel: II/I, II, I/P
- Spielhilfen: Piano, Mezzoforte, Tutti, Auslöser, 2 freie Kombinationen, HR ab, Crescendo, Pianopedal, Zunge ab